# Kyriakos Savvidīs
Kyriakos Savvidīs (in greco Κυριάκος Σαββίδης?; Salonicco, 20 giugno 1995) è un calciatore greco, centrocampista dello Slovan Bratislava.

## Carriera

### Club
Ha giocato nella prima divisione greca ed in quella slovacca.

### Nazionale
Ha giocato nelle nazionali giovanili greche Under-19 ed Under-21.

## Statistiche

### Presenze e reti nei club
Statistiche aggiornate al 5 giugno 2021.
| Stagione         | Squadra            | Campionato       | Campionato | Campionato | Coppe nazionali | Coppe nazionali | Coppe nazionali | Coppe continentali | Coppe continentali | Coppe continentali | Altre coppe | Altre coppe | Altre coppe | Totale | Totale |
| Stagione         | Squadra            | Comp             | Pres       | Reti       | Comp            | Pres            | Reti            | Comp               | Pres               | Reti               | Comp        | Pres        | Reti        | Pres   | Reti   |
| ---------------- | ------------------ | ---------------- | ---------- | ---------- | --------------- | --------------- | --------------- | ------------------ | ------------------ | ------------------ | ----------- | ----------- | ----------- | ------ | ------ |
| apr. 2014        | PAOK               | SL               | 1          | 0          |                 | -               | -               |                    | -                  | -                  |             | -           | -           | 1      | 0      |
| 2014-2015        | PAOK               | SL               | 7          | 0          | CG              | 2               | 0               |                    | -                  | -                  |             | -           | -           | 9      | 0      |
| Totale PAOK      | Totale PAOK        | Totale PAOK      | 8          | 0          |                 | 2               | 0               |                    | -                  | -                  |             | -           | -           | 10     | 0      |
| 2015-feb. 2016   | PAOK               | SL               | 1          | 0          | CG              | 1               | 0               | UEL                | 4                  | 0                  |             | -           | -           | 6      | 0      |
| feb.-mag. 2016   | Zemplín Michalovce | SL               | 4          | 0          |                 | -               | -               |                    | -                  | -                  |             | -           | -           | 4      | 0      |
| 2016-2017        | Paniōnios          | SL               | 23         | 1          | CG              | 2               | 0               |                    | -                  | -                  |             | -           | -           | 25     | 1      |
| 2017-2018        | Paniōnios          | SL               | 23         | 0          | CG              | 8               | 0               | UEL                | 4                  | 0                  |             | -           | -           | 35     | 0      |
| Totale Paniōnios | Totale Paniōnios   | Totale Paniōnios | 46         | 1          |                 | 10              | 0               |                    | 4                  | 0                  |             | -           | -           | 60     | 1      |
| 2019-2020        | Zemplín Michalovce | SL               | 22         | 0          | CS              | 1               | 0               |                    | -                  | -                  |             | -           | -           | 23     | 0      |
| 2020-2021        | Spartak Trnava     | SL               | 25         | 3          | CS              | 2               | 1               |                    | -                  | -                  |             | -           | -           | 27     | 4      |
| Totale carriera  | Totale carriera    | Totale carriera  | 106        | 4          |                 | 16              | 1               |                    | 8                  | 0                  |             | -           | -           | 130    | 5      |

## Palmarès

### Club

#### Competizioni nazionali
- Campionato slovacco: 2

Slovan Bratislava: 2023-2024, 2024-2025
- Coppa di Slovacchia: 2

Spartak Trnava: 2021-2022, 2022-2023